# Ba-an
Ba-an (birm. ဘားအံမြို့, IPA pʰə ʔàɴ mjo̰; ang. Hpa-an, Hpa-An; hist. Pa-an) – miasto w Mjanmie, ośrodek administracyjny stanu Karen. W 1983 roku liczba mieszkańców wynosiła 41,5 tys. W mieście znajduje się port lotniczy Ba-an.